# Bukit Harapan (Mersam)
Bukit Harapan is een bestuurslaag in het regentschap Batang Hari van de provincie Jambi, Indonesië. Bukit Harapan telt 1974 inwoners (volkstelling 2010).